# David Warren Sabean
David Warren Sabean (* 28. August 1939) ist ein US-amerikanischer Historiker.  Seine Fachgebiete umfassen Dorfgeschichte, Mikrogeschichte und Sozialgeschichte. Zu seinen Forschungsinteressen zählen die Familien- und Verwandtschaftsgeschichte und der Inzest-Diskurs in Europa.

## Wirken
Von 1970 bis 1976 unterrichtete Sabean an der University of Pittsburgh. Dort trat er der Redaktionsleitung der neu gegründeten Historical Methods Newsletter (später Historical Methods) bei. Zudem war er Begründer und Herausgeber der Peasant Studies Newsletter (später Peasant Studies). Von 1976 bis 1983 war Sabean Teil einer Forschungsgruppe von Historikern am Max-Planck-Institut für Geschichte in Göttingen, welche zu Proto-Industrialisierung forschte.
Er kehrte 1983 in die USA zurück und begann dort seine Professur an der University of California, wo er auch Property, Production and Family in Neckarhausen, 1700–1870, seinen ersten Band zur Dorfgeschichte einer süddeutschen Kleinstadt vollendete. Im Jahre 1998 folgte dann der zweite Band mit dem Titel Kinship in Neckarhausen, 1700–1870, mit welchem er Kategorien früherer Sozialhistoriker aufarbeitet und überdenkt. Sabean erörtert dabei die analytische Wirksamkeit der Kategorien ‘Verwandtschaft’ (kinship) und ‘Klasse’ (class) und fordert deren Anpassung in Bezug auf den Aspekt des sozialen Geschlechts (in terms of gender), um gewisse historische Fragestellungen neu zu bewerten.
In den letzten Jahren arbeitete Sabean mit verschiedenen Akademikern, mit dem Ziel, die Geschichte der Verwandtschaft in Europa vom Mittelalter bis zur Gegenwart neu aufzurollen. Mit Simon Teuscher und Jon Mathieu erarbeitete er den Band Kinship in Europe: Approaches to the Long-Term Development (1300–1900).

## Rezeption
Sabean gilt als Pionier der historisch-anthropologischen Erforschung von Verwandtschaft und Gemeinschaft. Mit seiner Forschungs- und Lehrtätigkeit beeinflusste und inspirierte er unzählige Akademiker und Hochschulabsolventen. Geehrt wird er in der von der German Studies Association publizierten Essay-Sammlung Kinship, Community, and Self – Essays in Honor of David Warren Sabean.
In seiner umfangreichen Studie Property, Production and Family in Neckarhausen, 1700–1870 untersucht Sabean die interpersonellen Beziehungen der Bevölkerung in Neckarhausen. Laut Ines Elisabeth Kloke analysiert Sabean den Prozess des wirtschaftlichen Wandels dabei aus einer großen Anzahl von Blickwinkeln. Das selbsterklärte Ziel Sabeans, eine ländliche Gesellschaftsordnung von so nahe wie möglich zu beobachten, um damit die soziale Realität vom Inneren her sichtbar zu machen, gelinge ihm, gemäß Kloke von der Freien Universität Berlin in den 16 Kapiteln dieser Monographie sehr wohl.
Das daraus resultierende, detaillierte Bild, welches diese historische und ethnographische Studie von der Stadt Neckarhausen und ihren Bewohner zeichnet, lobt auch Norbert Dannhaeuser von der texanischen A & M University. Trotzdem bemängelt er Sabeans großzügige Eigeninterpretationen von Protokollen oder etwa die Ableitung typisch sozialen Handelns von untypischen Beispielen.

## Schriften
- Landbesitz und Gesellschaft am Vorabend des Bauernkriegs. Eine Studie der sozialen Verhältnisse im südlichen Oberschwaben in den Jahren vor 1525. Fischer, Stuttgart 1972, ISBN 978-3-437-50161-6.
- Das zweischneidige Schwert. Herrschaft und Widerspruch im Württemberg der frühen Neuzeit. Reimer, Berlin 1987, ISBN 978-3-496-00865-1.
- Property, production, and family in Neckarhausen, 1700–1870. Cambridge, New York 1990, ISBN 0-521-38692-6.
- Kinship in Neckarhausen, 1700–1870. Cambridge, New York 1998, ISBN 0-521-58657-7.
- A Delicate Choreography: Kinship Practices and Incest Discourses in the West since the Renaissance, Berlin, Boston: De Gruyter Oldenbourg, 2023. ISBN 978-3-11-100924-7. https://doi.org/10.1515/9783111014548